# Табачное дерево
Таба́чное де́рево, или Таба́к си́зый (лат. Nicotiana glauca) — вид растений семейства Паслёновые.
Родина вида — центральная Бразилия, Боливия и север Аргентины. Позже он распространился на большей части Южной Америки, был интродуцирован в юго-западные штаты США и на Гавайи, на юг Франции, а также в Африку, где вид считается сорняком. В Аргентине встречается до высоты 3000 м над уровнем моря.
Табачное дерево — многолетнее растение, высотой до 2 м, иногда выше. Цветки жёлтые, обоеполые, чашечка сростнолистная, венчик пятилопастный. Листья покрыты волосками, синеватого пепельно-зелёного цвета, за что вид и получил другое название «табак сизый». Никотина в листьях меньше чем в других видах табака, но больше содержание алкалоида анабазина. Употребление листьев в сыром виде может даже повлечь смерть. Тем не менее, индейцы с давних времён используют его в ритуальных действиях. Также листья используются и в медицине.

## Галерея

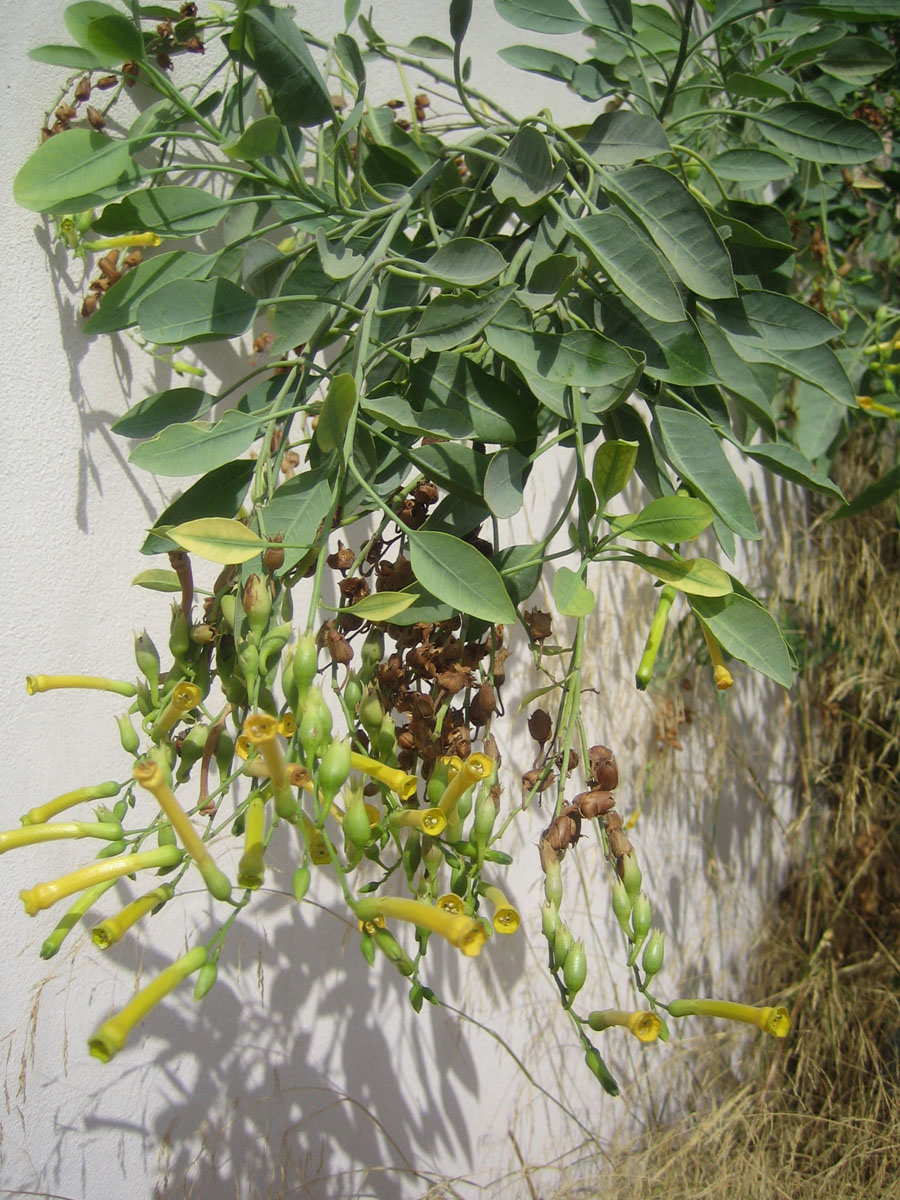
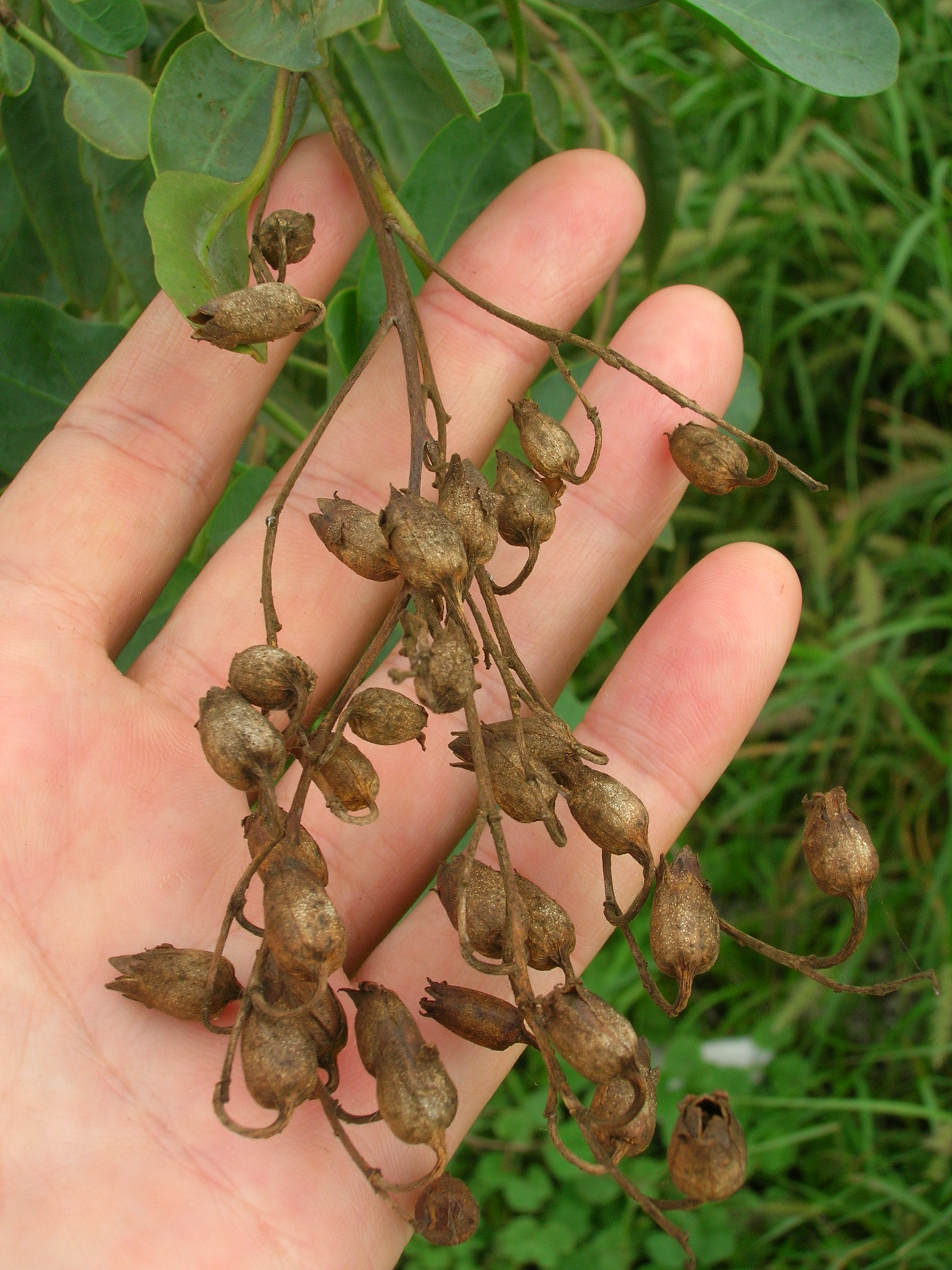
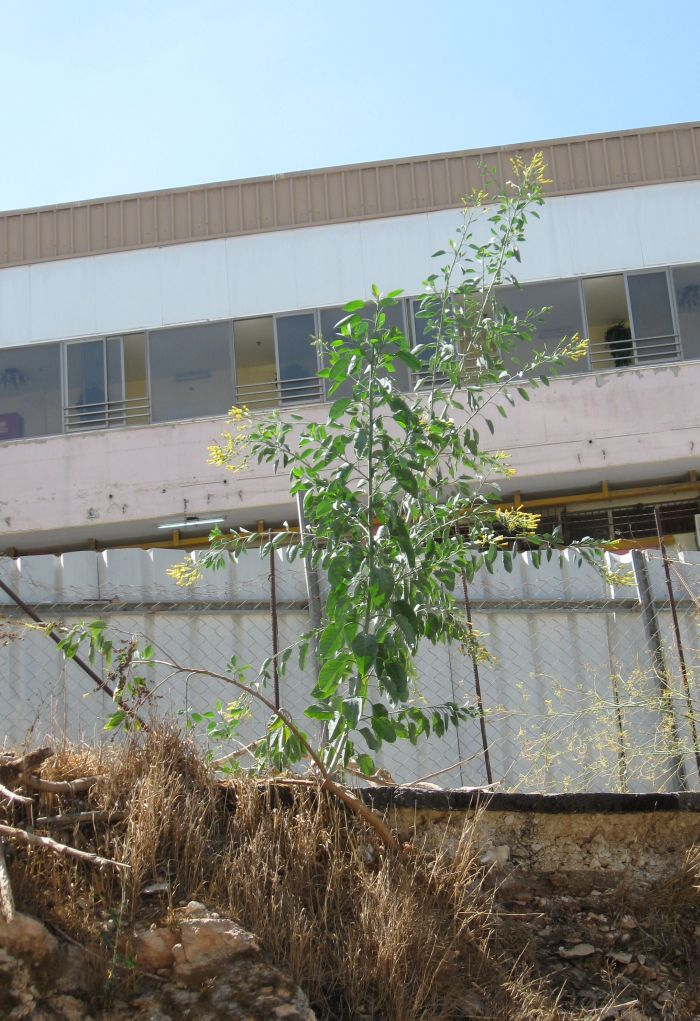
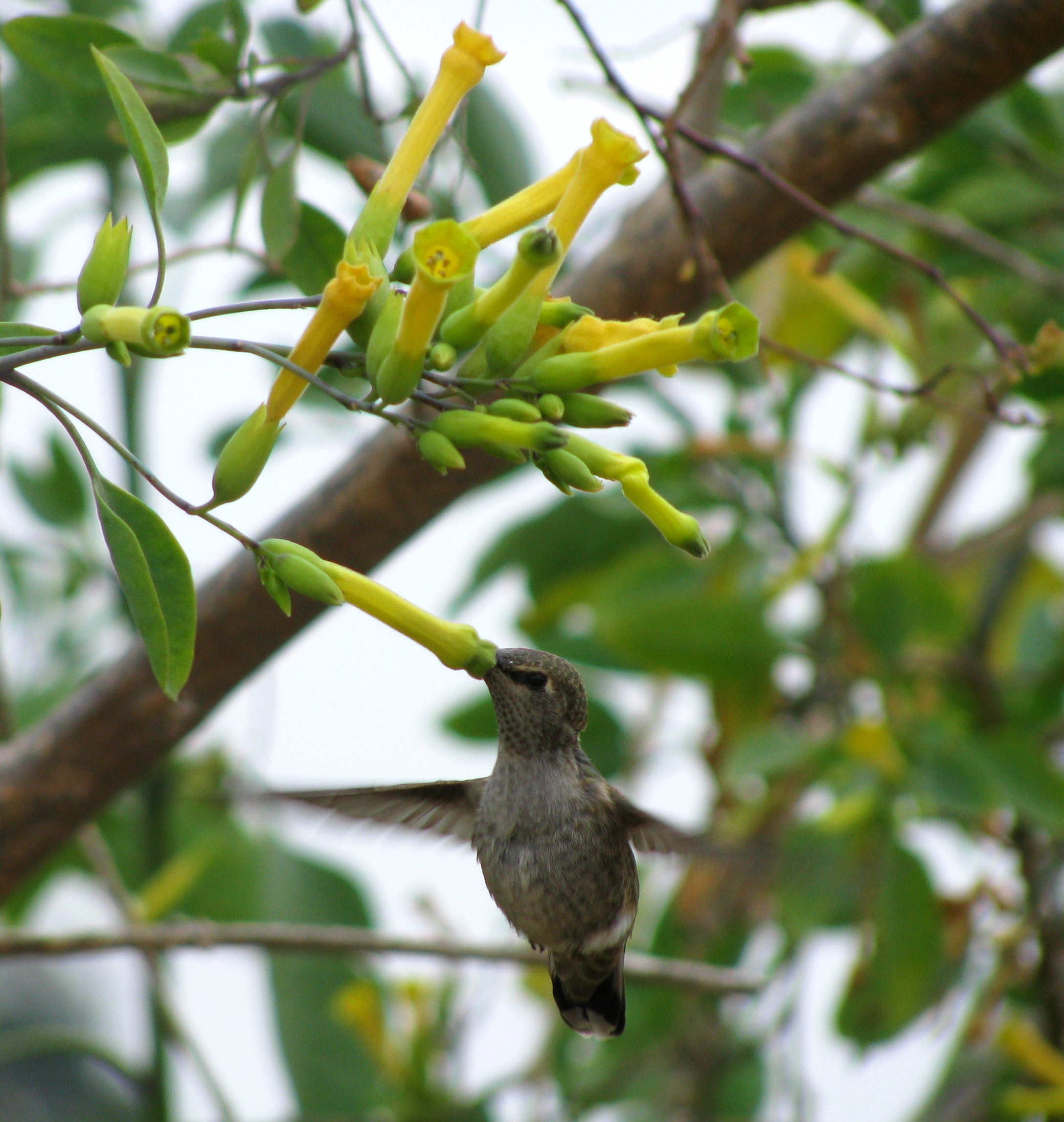